# 382. strelska divizija (ZSSR)
382. strelska divizija (izvirno rusko 382. стрелковая дивизия; kratica 382. SD) je bila strelska divizija Rdeče armade v času druge svetovne vojne.

## Zgodovina
Divizija je bila ustanovljena oktobra 1941 v Kansku.